# Грб општине Оџаци
Грб Оџака је према статуту општине званично обележје општине Оџаци. Премда је статутом општине обележје означено као грб, ова квалификација је научно неутемељена и са научног аспекта обележје општине је псеудохералдички амблем.

## Блазон
Елементи псеудохералдичког амблема који употребљава општина су: класје, лабораторијска посуда, име општине и године 1557. и 1944. Облик амблема је неуобичајен. Бивши амблем је садржао и звезду петокраку, која је уклоњена након пада комунизма. Историја Оџака познаје и стари грб места (види слику), који је пак пао у заборав и ког локалне власти нису на ново употребиле након поновног оживљавања мунципалне хералдичке праксе у Србији са падом комунизма.